# Loxoptygus
Loxoptygus is een geslacht van spinnen uit de familie vogelspinnen (Theraphosidae).

## Soorten
De volgende soorten zijn bij het geslacht ingedeeld:
- Loxoptygus coturnatus Simon, 1903
- Loxoptygus ectypus (Simon, 1889)
- Loxoptygus erlangeri (Strand, 1906)